# Credo/Ci vuole poco
Credo/Ci vuole poco è l'ottavo singolo de I Camaleonti. Venne pubblicato nel 1967 dall'etichetta Kansas. Il primo brano è la cover con il testo in italiano di "He Can Win" dei Moody Blues mentre, il secondo, di "Come on Home" degli Spencer Davis Group.

## Tracce
Lato A
1. Credo – 2:15 (testo: Luigi Menegazzi – musica: Denny Laine, Mike Pinder)

Lato B
1. Ci vuole poco – 3:20 (testo: Luigi Menegazzi – musica: Jackie Edwards)